# 集安站
集安站（原站名辑安站），位于中华人民共和国吉林省通化市集安市太王镇，是梅集铁路上的火车站，距离梅河口243公里。车站建于1939年，由沈阳铁路局通化车务段管辖。目前车站每天有三对至通化的始发列车，货运办理整车普通货物运输和零散货物快运业务。此外车站还办理集安至满浦间出入境旅客与货物运输任务，车站按需开行至满浦的货物列车，并加挂1辆硬座客车。

## 歷史
辑安站于1939年9月28日建成通车，设有一座古代朝鲜风格的建筑木式结构站房。车站通过满浦铁桥连接当时属日本控制的朝鲜铁道滿浦線。车站开行至平壤的直通列车，并在满浦进行共同海关及出入境检查。但由于梅集线开行列车并不多，所以车站的通达范围并不高:105。
1945年满铁解散后，中、朝两国货物列车货物在辑安站换装，车皮不过境。1954年车站于北朝鲜正式开办直达联运的整车、零担货物运输。1965年3月，车站根据周恩来改动“敌性地名”的指示将站名由辑安改为集安。
1970年代中国在中朝边境鸭绿江上修建云峯发电厂。但由于该发电厂并没有连入中国铁路网，因此中朝两国在集安站开办相互过境绕路货物运输：中国运往云峯发电厂的货物由集安国境站出境朝鲜满浦站后，经朝鲜铁路运到慈江三江站（后改为云峯站），再重新入境送到云峯电厂专用线，过境朝鲜铁路里程51.5公里。同时朝鲜的煤炭、水泥、化肥、粮食等货物经集安—通化—临江铁路后（过境中国铁路里程202公里），通过汽车重新入境至朝鲜的中江郡。2008年6月20日，中国铁路货车不再过轨到朝鲜运行。
1950年代开始铁路部门在集安设有通化铁路分局集安站、养路领工区、电务领工区、桥梁领工区、 列车检修所、机务折返段、乘务员公寓、育林工区、建筑工区、公安派出所、卫生所、俱乐部、铁路小学等多个单位。车站内设客运、货运、运转、装卸、国际联运交接所等部门，1999年改革前设有职工320人，其中车站68人。
1995年车站重建站房，新站房于1996年10月建成。2001年车站又建成面积416平方米的国际候车室。1999年铁路系统进行改革，集安地区的大部分单位改组为班组。目前车站设有运转、客运、货运、联运、装卸、多种经营7个班组。

## 车站结构

### 站房
集安站目前的站房建于1996年10月，总面积1232平方米。站房设有两个候车室，其中国内候车室面积816平方米。国际候车室416平方米，并驻有集安边防、海关、质检等口岸联检单位。

### 站场

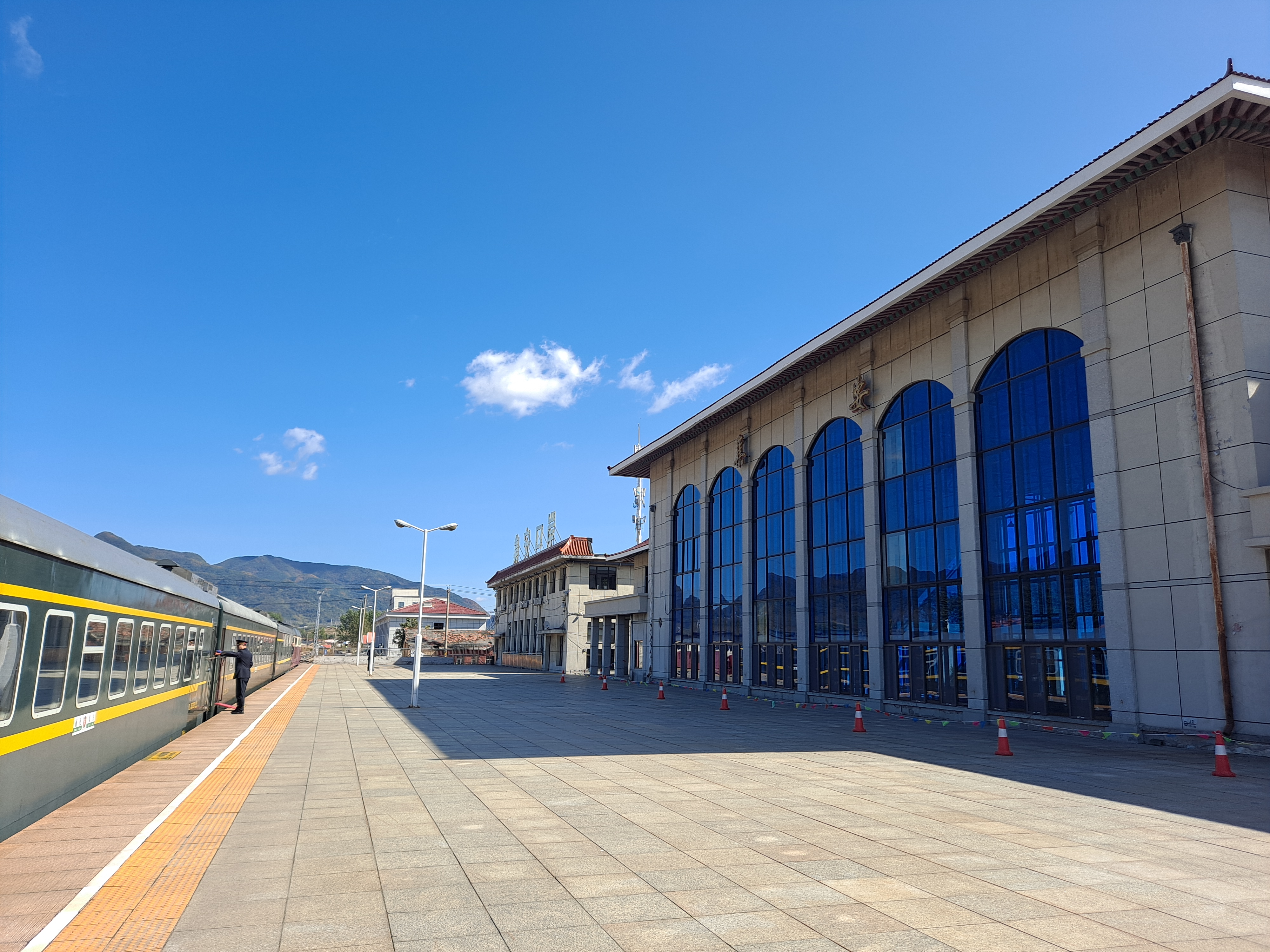
集安站1站台

集安站设有客货列车到发线3条，客运站台2座，包括一座岛式站台和一座侧式站台；车站货场设有货物站台2个，货物列车到发线、调车作业兼车辆停留线、西牵线、原牵线各1条以及装卸线、段管线、岔线各2条。车站货场还设有通往中国石油天然气吉林通化销售分公司和正发实业的专用线。
| 站场 | 到发线  | 梅集铁路 列车              |
| 站场 | 到发线  | 梅集铁路 列车              |
| 站场 | 到发线  | 梅集铁路 列车              |
| 站场 | 到发线  | 梅集铁路 列车              |
| 站场 | 到发线  | 梅集铁路 列车              |
| 站场 | 2号站台 |                            |
| 站场 | 到发线  | 梅集铁路 列车              |
| 站场 | 到发线  | 梅集铁路 列车              |
| 站场 | 1号站台 |                            |
| 站房 |         | 进站口、售票、候车、检票口 |

## 車站周邊
- 集安口岸
- 开发区医院
- 集安市妇幼保健院
- 中国邮政储蓄银行太王支行
- 中国工商银行电厂支行
- 太王镇政府
- 集安市国税局开发区税务分局
- 集安开发区中心小学

## 外部連結
- . 中欧铁运物流有限公司.   [2019-03-02]. （原始内容存档于2019-03-02）.